# Stutfield Peak
Stutfield Peak is een berg in het nationaal park Jasper in de provincie Alberta in Canada. Hij ligt aan de noordelijke kant van het Columbia-ijsveld, op 6 km ten noordwesten van de berg Kitchener. Het Columbia-ijsveld maakt deel uit van de Canadese Rocky Mountains en daarmee van het Continental Divide, een waterscheiding die van Alaska via Canada en de Verenigde Staten naar Mexico loopt.
In 1899 vernoemde bergbeklimmer J. Norman Collie de berg naar Hugh Stutfield, die samen met Collie de Canadese Rocky Mountains had verkend. De Stufieldgletsjer is eveneens genoemd naar Hugh Stutfield en stroomt ten zuidoosten van de piek in het Columbia-ijsveld.